# Теребревка
Теребревка — речка в Шумячском районе Смоленской области, правый приток Остра. Длина 15 километров.
Начинается возле деревни Малая Игнатовка. Общее направление течения сначала на юг, потом на восток. Протекает мимо деревень Малая Игнатовка, Большая Игнатовка, Дубровка, Вежники, Курцево и Погорелово после чего впадает в Остёр.
Притоков, кроме нескольких безымянных ручьёв не имеет.